# Prospekt's March
Prospekt's March is de tweede uitgave in 2008 van de Britse rockgroep Coldplay. De ep bevat nummers die nog niet af waren bij de aanleverdatum voor het album Viva la Vida or Death and All His Friends in mei 2008. Het album wordt uitgegeven in drie versies: een digitale uitgave, een normale cd-uitgave en een nieuwe versie van Viva la Vida met als bonus-cd de ep.

## Achtergrond
De ep bevat onder andere het nummer "Life in Technicolor ii", dat een versie met tekst is van het instrumentale nummer "Life in Technicolor" op het album Viva la Vida or Death and all his Friends. "Postcards from Far Away" is een instrumentaal pianonummer dat tijdens de Viva la Vida-tour al regelmatig live gespeeld werd. Op de laatste dag van de Europese tour in 2008 in Antwerpen speelde de band "Glass of Water" voor het eerst voor een publiek. "Lost+" is een remix van het origineel dat op Viva la Vida staat. Op deze remix doet rapper Jay-Z mee en rapt een couplet op de brug.
De hoes is, net als bij Viva la Vida, een schilderij van de Franse schilder Eugène Delacroix.

## Tracklist
1. "Life in Technicolor ii"
2. "Postcards from Far Away"
3. "Glass of Water"
4. "Rainy Day"
5. "Prospekt's March / Poppyfields"
6. "Lost+" (met Jay-Z)
7. "Lovers in Japan (Osaka Sun Mix)"
8. "Now My Feet Won't Touch the Ground"

## Voetnoten
1. ↑  First ever performance Glass of Water www.coldplay.com, 5 oktober 2008 (gearchiveerd met video)